# Jenufa
Jenufa (Jenůfa  (tjekkisk) ?, Její pastorkyňa, "Hendes steddatter" på tjekkisk) er en opera i tre akter af 
Leoš Janácek, der også har skrevet den tjekkiske libretto baseret på skuespillet Její pastorkyňa af Gabriela Preissová.
Operaen er komponeret mellem 1896 og 1902 og havde premiere på nationalteatret i Brno den 21. januar 1904. 
Operaen handler om en kvinde, der får et barn uden for ægteskab.